# 第12F海軍航空隊
第12F海軍航空隊（だい12Fかいぐんこうくうたい、仏: Flottille 12F）は、フランス海軍海軍航空隊遠征航空群隷下の戦闘機部隊。1948年8月1日にディエール・ル・パリヴェストル海軍航空基地で編成された。ランディヴィジオ海軍航空基地に所在し、戦闘機にラファールMを運用する。フランス海軍航空隊におけるラファールMが最初に配備された飛行隊（マザースコードロン）であり、シスタースコードロンの第11F海軍航空隊とともにフランスの核戦力の一翼を担う海軍核戦力（FANU）として核攻撃能力を有する海軍飛行隊でもある。

## 歴史
第12F海軍航空隊は、スーパーマリンシーファイア Mk.III飛行隊として1948年8月1日にディエール・ル・パリヴェストル海軍航空基地で編成された。1950年4月にグラマンF6F-5へ機種転換を行い、1952年9月から1953年6月まで第一次インドシナ戦争に対処するため、空母ボア・ベロー（Bois Belleau, R97）に搭載され、フランス領インドシナに展開した。フランス本土へ帰還後にチャンスボートF4U-7へ機種転換し、1956年にチュニジアのカロウバ海軍航空基地を拠点として、フランス領アルジェリアでのアルジェリア戦争に参加。1958年2月8日にはチュニジアのアルジェリア民族解放戦線（FLN）拠点であったサキエ・シディ・ユーセフ空爆を実施している。なお、アルジェリア戦争中の1957年8月30日にF4U-7 1機が撃墜されている。
1959年初頭に一部のF4U-7へ試験的にSS.11対戦車ミサイルが配備され、運用試験結果は良好だったものの、アルジェリア戦争には投入されなかった。
1963年8月1日に解隊されたが、1964年10月15日にラン＝ビウエ海軍航空基地で再編成され、チャンスボートF-8E(FN)が配備された。1968年8月にランディヴィジオ海軍航空基地へ移駐、ジブチやレバノン、ユーゴスラビア紛争での国際連合保護軍（UNPROFOR）に参加した。
1999年12月15日に組織改編に伴い再び解隊されるが、ダッソーラファールM運用のために2001年5月18日に二度目の再編成を行った。同年5月21日から5月29日まで7機のラファールMが空母シャルル・ド・ゴール（Charles de Gaulle, R91）に展開し、空母上での機体の運用訓練を主眼としたトリダンダー演習に参加した。同年12月1日には第11F海軍航空隊及び第17F海軍航空隊とともに空母シャルル・ド・ゴールに搭載されてアフガニスタンにおけるヘラクレス作戦に参加、2002年7月1日に帰国した。2004年3月1日と4月22日にもインド洋に展開して実戦任務に就き、同年6月24日にフランス海軍は第12F海軍航空隊が完全な実戦飛行隊として運用承認されたことを発表した。2005年12月からは空母シャルル・ド・ゴールにおいてミーティア空対空ミサイルとエグゾセ空対艦ミサイルなどの運用試験を実施。2006年5月5日から5月23日にはパキスタン沖の国際水域に展開して、アフガニスタンの国際治安支援部隊（ISAF）の支援作戦に参加した。2007年3月から再びアフガニスタンにおける実戦任務に投入され、同年3月24日には地上目標に対するGBU-12レーザー誘導爆弾での爆撃を実施し、ラファールMによる最初の空対地攻撃を記録した。
2017年10月10月にはISILに対するシャマル作戦の一環として、第11F海軍航空隊とともにヨルダンのプリンス・ハッサン空軍基地に派遣された。

## 配備基地の変遷
- ディエール・ル・パリヴェストル海軍航空基地（プロヴァンス＝アルプ＝コート・ダジュール地域圏ヴァール県）（1948年8月 - 1953年8月）
- カロウバ海軍航空基地（フランス語版）（チュニジア・ビゼルト県ビゼルト）（1953年8月 - 1953年11月）
- ディエール・ル・パリヴェストル海軍航空基地（プロヴァンス＝アルプ＝コート・ダジュール地域圏ヴァール県）（1953年11月 - 1955年3月）
- R96 ラファイエット（1955年4月 - 1955年5月）
- R97 ボア・ベロー（1955年6月 - 1955年12月）
- カロウバ海軍航空基地（チュニジア・ビゼルト県ビゼルト）（1955年12月 - 1963年7月）
- ラン＝ビウエ海軍航空基地（ブルターニュ地域圏モルビアン県）（1964年10月 - 1968年7月）
- ランディヴィジオ海軍航空基地（ブルターニュ地域圏フィニステール県）（1968年8月 - 1999年12月）
- イストル＝ラ・テュブ第12空軍基地（プロヴァンス＝アルプ＝コート・ダジュール地域圏ブーシュ＝デュ＝ローヌ県）（2000年6月 - 2000年12月）
- ランディヴィジオ海軍航空基地（ブルターニュ地域圏フィニステール県）（2000年12月 - ）
- R91 シャルル・ド・ゴール（2001年 - ）

## 歴代運用機

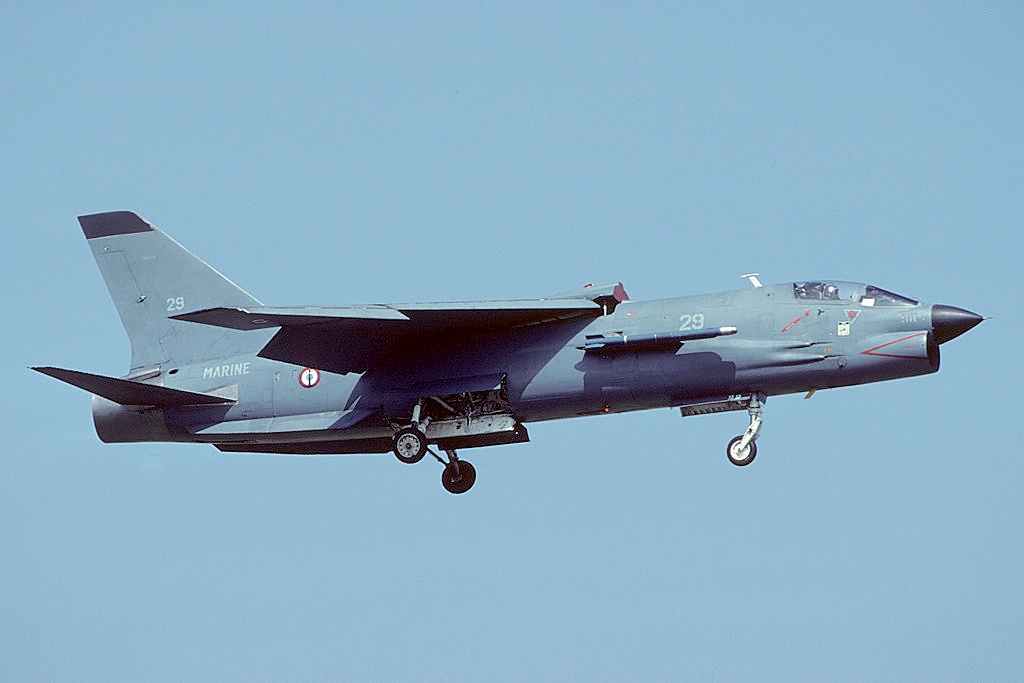
第12F海軍航空隊で運用したF-8E(FN)

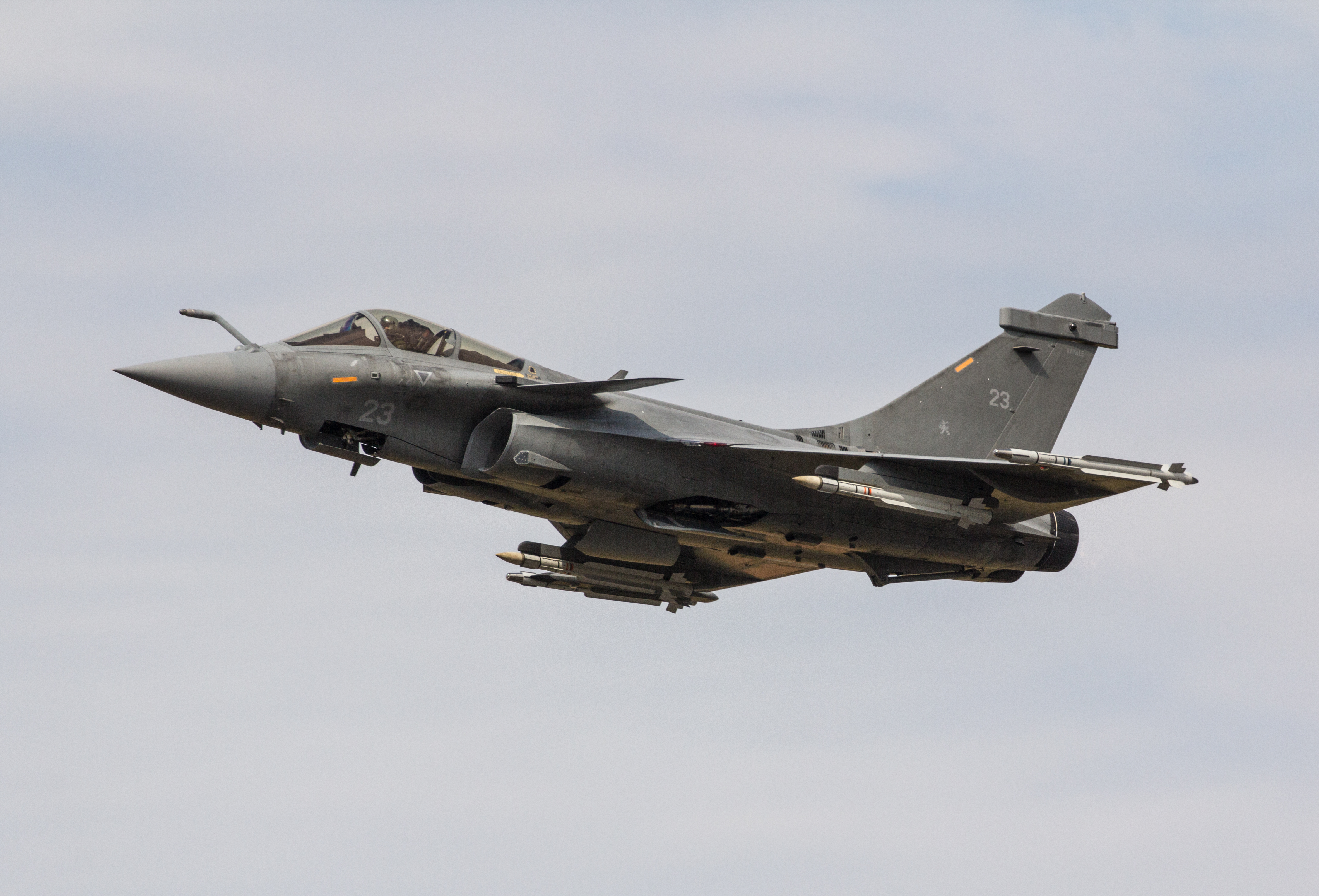
第12海軍航空隊で運用するラファールM

- 戦闘機
  - シーファイア Mk.III（1948年8月 - 1950年3月）
  - F6F-5（1950年4月 - 1953年6月）
  - F4U-7（1953年6月 - 1963年8月）
  - F-8E(FN)（1965年3月 - 1999年12月）
  - ラファールM（2001年5月 - ）